# Lake Delta (New York)
Lake Delta est une census-designated place du comté d'Oneida, dans l'État de New York, aux États-Unis. En 2020, elle compte une population de 2 757 habitants.